# Фицрой (гора)
Фицро́й или Чальтель (исп. Cerro Fitzroy, Cerro Chaltel, Chaltén, Monte Fitz Roy) — вершина в Патагонии в пограничной области между Аргентиной и Чили (точное прохождение границы в районе горы на данный момент не определено). Высота 3405 м.

## География и история освоения района
Впервые вершину Фицрой увидел Франсиско Морено 2 марта 1877 года во время своих путешествий по Патагонии. Он назвал вершину в честь капитана Роберта Фицроя, — командира британского брига Бигль, который внёс большой вклад в исследование морского побережья Патагонии, в частности, на борту был натуралист Чарлз Дарвин, труды которого сделали этот корабль одним из самых знаменитых в истории. Местное название вершины Chaltén.
Рядом с вершиной Фицрой расположены пики Серро-Поинсенот (исп. Cerro Poincenot), Рафаель (исп. Aguja Rafael) и Сент-Экзюпери (исп. Aguja Saint Exupery). Неподалёку находится другая всемирно известная группа вершин — группа Серро-Торре (Cerro Torre).
Ближайшим населённым пунктом является маленькая деревушка Эль-Чалтен (El Chaltén), в которую ходит автобус из туристического центра Эль-Калафате (El Calafate).

## История восхождений
Первое восхождение на Фицрой было совершено 2 февраля 1952 года участниками французской экспедиции Лионелем Терраем и Гви́до Маньо́не. Они проложили маршрут по юго-восточному гребню.
В 1965 году аргентинские альпинисты Фонроухе и Комесания совершили первое восхождение по западной стене. В 1968 году американец Шуинар и несколько других американских альпинистов совершили первое восхождение по юго-западному гребню. В 1977 году двое итальянцев, К. Феррари и В. Мелес, совершили первое восхождение по восточному контрфорсу (англ. east butress), а спустя два года, в 1979 году, итальянский альпинист Ренато Казаротто в одиночку совершил первое прохождение северного ребра вершины. В этом же году французский альпинист Жан Афанассьефф с группой совершили первое восхождение по северной стене Фицроя.
Современный классический маршрут является вариантом маршрута первого восхождения. Он включает в себя 600-метровый участок лазания категории сложности VI/VI+, A2. Эти маршруты посещаются альпинистами наиболее часто, хотя с момента первовосхождения на вершину было проложено по крайней мере 15 самостоятельных маршрутов. Наиболее известные из них — маршрут по юго-западному гребню (Калифорнийский маршрут), который долгое время был классикой, и маршрут Суперканелата (Supercanelata) по западной-северо-западной стене (VI WI 5).
С 12 по 16 февраля 2014 года американские скалолазы Алекс Хоннольд и  Томми Колдуэлл впервые прошли полный траверс (через семь вершин) горного хребта Фицрой.
12 февраля 2021 года бельгийский альпинист и скалолаз Шон Виллануэва О’Дрисколь (Sean Villanueva O’Driscoll)  совершил первое в истории соло-прохождение траверса хребта массива Фицрой.

## Особенности посещения района
Район Фицроя популярен среди туристов. Здесь проходят маршруты многодневных походов, а также круговые маршруты из Эль-Чальтен. Наиболее популярными целями таких прогулок являются озёра Лагуна-де-лос-Трес (исп. Laguna de los Tres), Лагуна-Торре (исп. Laguna Torre) и технически несложное восхождение на близлежащий пик Серро-Электрико (исп. Cerro Eléctrico).
До Эль-Чальтена можно добраться на автобусе из Эль-Калафате. Переезд занимает порядка 4 часов, однако при плохой погоде время в пути может увеличиться вдвое. После дождей дорога становится достаточно топкой и превращается в серьёзное препятствие.
Для совершения восхождений на Фицрой и окружающие вершины требуется получить бесплатное разрешение (пермит). Его можно получить в Эль-Чалтене. За вход на территорию национального парка Лос-Гласьярес плата также не взимается.
Наиболее подходящее время для восхождения на Фицрой — лето (в Южном полушарии с декабря по февраль).
Успех восхождения в значительной степени зависит от переменчивой погоды Патагонии. Порой альпинисты вынуждены неделями ждать периода хорошей погоды. Неблагоприятными факторами являются сильные ветра, большая вероятность осадков в виде дождя или снега, а в ясную погоду — сильное солнечное излучение.

## Галерея
- Вид на вершину Фицрой
- Фицрой (справа) и Серро-Торре (слева)
- Посёлок El Chaltén, на заднем плане Фицрой
- Вершина Фицрой во время непогоды